# La Vallée des larmes
Pour plus de détails, voir Fiche technique et Distribution.
La Vallée des larmes est un long métrage québécois sorti en 2012, produit, écrit et réalisé par Maryanne Zéhil. C’est un drame centré sur les massacres de réfugiés palestiniens par dans les camps de Sabra et Chatila au Liban.
Le film met en vedette Nathalie Coupal, Joseph Antaki, Nathalie Mallette, Sophie Cadieux, Henri Chassé, Wafa Tarabey, Layla Hakim et Janine Sutto.

## Synopsis
Le film revient sur le drame des massacres des camps de réfugiés palestiniens de Sabra et Chatila, au Liban, en 1982. Marie est une éditrice montréalaise qui reçoit le témoignage écrit d’un dénommé Ali, qui a vécu les événements. Elle ignore que le véritable auteur du récit est en réalité Joseph, un Libanais employé à la maison d’édition. Mais un jour, Joseph disparaît abruptement,.

## Fiche technique
- Titre original : La Vallée des larmes
- Titre anglais : The Valley of Tears
- Réalisation et scénario : Maryanne Zéhil
- Production : Maryanne Zéhil
- Direction de la photographie : Pierre Mignot
- Montage : Lorraine Dufour
- Musique originale : Nathalie Coupal
- Direction artistique : Mario Hervieux
- Costumes : Nicoletta Massone
- Prise de son : Claude Hazanavicius
- Conception sonore : François Senneville
- Mixage : Jean-Christophe Verbert
- Société de production : Mia Productions
- Société de distribution : Les Films Seville (Canada)
- Pays d'origine :  Canada
- Langue originale : Français
- Format : Couleur - numérique, 35 mm
- Genre : Fiction, Drame
- Durée : 95 minutes
- Dates de sortie : 
  -  Canada : 2012
  -  Liban et Turquie : 2013

## Distribution
- Nathalie Coupal : Marie Simard
- Joseph Antaki : Joseph/Ali
- Nathalie Mallette : Josée Simard
- Janine Sutto : Simone Simard
- Sophie Cadieux : Isabelle
- Henri Chassé : Gilles
- Wafa Tarabey : Oum Omar
- Layla Hakim : Sœur Gabrielle
- Walid El Alayli : Issa
- Yara Farès : Fille
- Julien Farhat : Tony
- Robert Issa : Miled
- Ziad Karam : Ali

## Inspiration
Pour son deuxième long métrage de fiction, la cinéaste Maryanne Zéhil s’inspire de son passé de journaliste au Liban, sa terre natale, pour évoquer le terrible massacre de réfugiés palestiniens qui a eu lieu en 1982 dans les camps de Sabra et Chatila. Plantant son histoire au cœur de ce génocide resté complètement impuni, elle soulève la question de la responsabilité des mères dans l’envoi de leurs fils à la mort et pointe du doigt la nécessité de responsabiliser les mères, arabes et israéliennes, pour qu’elles cessent de transmettre à leurs enfants un désir de vengeance. Son film suggère que ceci pourrait faire partie de la solution,.

## Festivals
- Bengaluru International Film Festival, Inde 2012 (World Cinema)
- Chennai International Film Festival, Inde 2012 (World Cinema)
- Dubaï International Film Festival, Émirats arabes unis 2012 (Arabian Nights)
- Présenté en première mondiale au Festival international du film de Shanghai, Chine 2012
- Cairo International Film Festival, Égypte 2012 (Human Rights)[5]
- Prix de la meilleure œuvre de fiction lors de la 3e édition du Greenpoint Film Festival, New York 2013
- Présenté au Festival International du Film de Beyrouth, Liban 2013 (section Panorama)[6]
- Cleveland International Film Festival, États-Unis 2013[7]
- Fajr International Film Festival, Iran 2014[8]